# Warth (Vorarlberg)

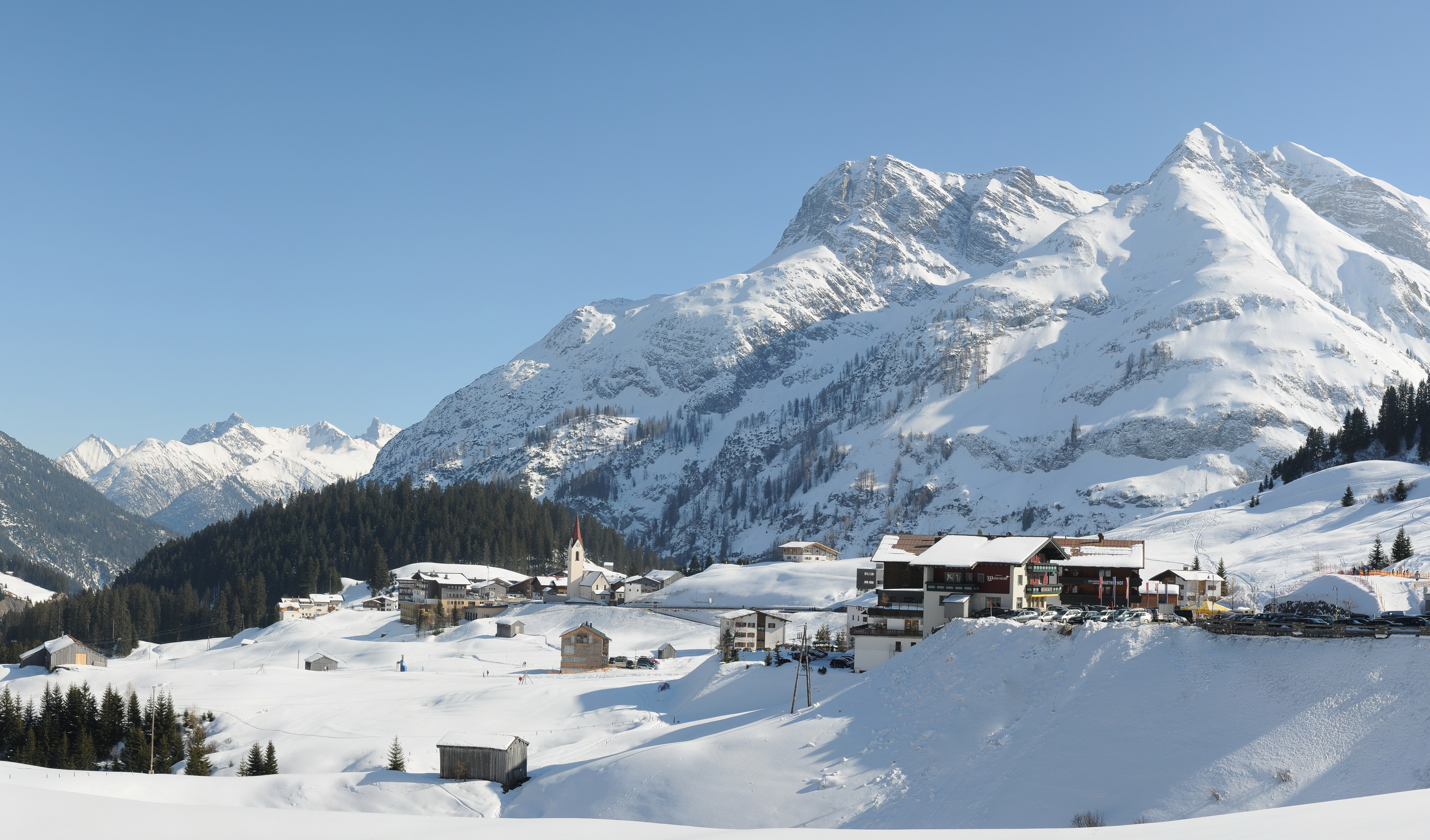
Blick auf Warth im Winter

Warth ist die einwohnermäßig zweitkleinste Gemeinde in Vorarlberg, dem westlichsten österreichischen Bundesland, mit 184 Einwohnern (Stand 1. Jänner 2025). Besondere Bedeutung hat die Gemeinde als Wintersportort, angeschlossen an das Skigebiet Arlberg, das größte zusammenhängende Skigebiet Österreichs, und als Verbindungsort zwischen dem Bregenzerwald (über den Hochtannbergpass), der Gemeinde Lech (im Winter Straßensperre) und dem benachbarten Tiroler Lechtal.

## Geografie
Warth liegt im Bezirk Bregenz etwa 42 km südöstlich des Bodensees auf 1495 m Höhe im Hochtannberggebiet. Dort befindet sich die Ortschaft nur etwas südlich des Haldenwanger Ecks. Mit der offiziellen Seehöhe von 1495 m ü. A. ist Warth die höchstgelegene Vorarlberger Gemeinde. Warth ist die östlichste Gemeinde, die noch geografisch und geschichtlich der Region Bregenzerwald zugerechnet wird, touristisch zählt Warth aber zur Arlbergregion und liegt geografisch bereits im Lechtal. Alle anderen Bregenzerwäldergemeinden liegen hingegen im Tal der Bregenzer Ach oder einem der Seitentäler der Bregenzer Ach.
Mit einem 19,34 km² großen Gemeindegebiet verfügt die Gemeinde Warth zwar über eine dem Vorarlberger Durchschnitt entsprechende Fläche, gehört aber gleichzeitig im Vergleich mit anderen Gemeinden des Bregenzerwalds zu den kleineren Gemeinden dieser Region. 19,8 % der Gemeindefläche sind bewaldet, 62 % entfallen auf Berge der Alpen. Die Ortsteile der Gemeinde sind die Höhensiedlung Hochkrumbach (am Hochtannbergpass, im Quellgebiet vom Krumbach und Seebach) sowie die eigentliche Siedlung Warth.

### Gemeindegliederung
Das Gemeindegebiet umfasst folgende zwei Ortschaften (in Klammern Einwohnerzahl Stand 1. Jänner 2025):
- Hochkrumbach (22)
- Warth (162)

Die Gemeinde besteht aus der Katastralgemeinde Warth.

### Nachbargemeinden
Die Gemeinde Warth teilt sich ihre Gemeindegrenze mit fünf anderen Gemeinden. Es sind dies der deutsche Markt Oberstdorf im bayrischen Landkreis Oberallgäu, die Gemeinde Steeg im Bezirk Reutte im benachbarten Bundesland Tirol, die Gemeinde Lech im Vorarlberger Bezirk Bludenz sowie die Gemeinden Schröcken und Mittelberg im Bezirk Bregenz. Es besteht trotz der geografischen Nachbarschaft keine verkehrstechnische Möglichkeit, Mittelberg im Kleinwalsertal oder Oberstdorf in Deutschland direkt von Warth aus zu erreichen.
|           | Mittelberg                                  | Oberstdorf |
| Schröcken | Kompassrose, die auf Nachbargemeinden zeigt | Steeg (RE) |
|           | Lech (BZ)                                   |            |

### Klima
|                        | Jan  | Feb  | Mär | Apr | Mai | Jun | Jul  | Aug  | Sep  | Okt | Nov | Dez  |   |      |
| Mittl. Temperatur (°C) | −2,7 | −2,2 | 0,1 | 2,5 | 7,2 | 9,5 | 13,2 | 13,1 | 10,7 | 7,2 | 0,5 | −1,3 | ⌀ | 4,9  |
|                        |      |      |     |     |     |     |      |      |      |     |     |      |   |      |
| Niederschlag (mm)      | 112  | 142  | 156 | 111 | 111 | 191 | 219  | 195  | 123  | 90  | 125 | 147  | Σ | 1722 |

|  |

|  |

|  |

|  |

|  |

|  |

|  |

|  |

|  |

|  |

|  |

|  |

|  |

|  |

|  |

|  |

|  |

|  |

|  |

|  |

|  |

|  |

|  |

|  |

## Geschichte

### Mittelalter und Walseransiedlung
Erstmals wird das Gebiet der Gemeinde Warth im Jahr 1059 in einer Schenkungsurkunde genannt. Mit diesem Diplom übertrug König Heinrich IV. den Wildbann über den Forst zwischen Lech, Wertach und Iller und das alleinige Jagdrecht um den Großen Widderstein an den Bischof von Augsburg, Heinrich II., in dessen kirchlichem Hoheitsgebiet sich die Gegend noch bis 1816 befand. Etwa in den Jahren 1280–1300 erfolgte die Ansiedlung der aus dem schweizerischen Wallis ausgewanderten Walser am Tannberg. Diese bekamen das Land als Lehen von den schwäbischen Grundherren von Rotenberg gegen einen geringen Naturalzins. Zudem wurden die Walser mit umfangreichen Rechten ausgestattet, wie etwa der Selbstverwaltung und der Ausübung der niederen Gerichtsbarkeit. Das Walsergericht Tannberg umfasste in weiterer Folge die Gemeinden Lech, Warth, Hochkrumbach, Schröcken und Mittelberg.

### Neuzeit
1451 eroberte Titularerzherzog Sigismund von Österreich die Walserbesitzungen am Tannberg mit Gewalt und löste die weitreichenden Walserrechte auf. Die Walser waren fortan der österreichischen Herrschaft Bregenz unterstellt. Erst nach den Appenzellerkriegen Anfang des 16. Jahrhunderts erhielten die Walser ihre ursprünglichen Rechte wieder zurück. Im Jahr 1602 wurde Warth erstmals zu einer eigenen Pfarrgemeinde, nachdem durch die Vergrößerung der bereits bestehenden Kapelle eine Pfarrkirche entstanden war. Zuvor hatte Warth zur Pfarrgemeinde Lech gehört. Von 1805 bis 1814 gehörte der Ort zu Bayern, dann wieder zu Österreich. Zum österreichischen Bundesland Vorarlberg gehört Warth seit der Gründung 1861. Im Jahr 1885 wurde Warth mit der zuvor eigenständigen Gemeinde Hochkrumbach zur neuen Gemeinde Warth-Hochkrumbach zusammengeschlossen.

### 20. und 21. Jahrhundert
Erst im Jahr 1924 änderte die Gemeinde ihren Namen wieder auf Warth, wobei Hochkrumbach zu einem Ortsteil der Gemeinde wurde. Von 1945 bis 1955 war die Gemeinde wie ganz Vorarlberg Teil der französischen Besatzungszone in Österreich.
Am 31. Dezember 2002 hatte die Gemeinde 261 Einwohner (inkl. Zweitwohnsitze). Der Ausländeranteil lag 2002 bei 19,5 %. Nachdem im Jahr 2008 aufgrund einer akuten Wasserknappheit in der Gemeinde ein allgemeines Bauverbot für das gesamte Gemeindegebiet verhängt worden war, kam es in weiterer Folge zu einer Hotelschließung. Im Anschluss daran kam die Gemeindeverwaltung von Warth mit dem Nachbarort Lech darin überein, dass eine Wasserleitung aus der Nachbargemeinde nach Warth verlegt werden sollte, um die Trinkwasserversorgung garantieren zu können. Nachdem diese Wasserleitung im Herbst 2011 fertiggestellt wurde, wurde das Bauverbot in weiterer Folge von der Gemeinde wieder aufgehoben.

### Bevölkerungsentwicklung

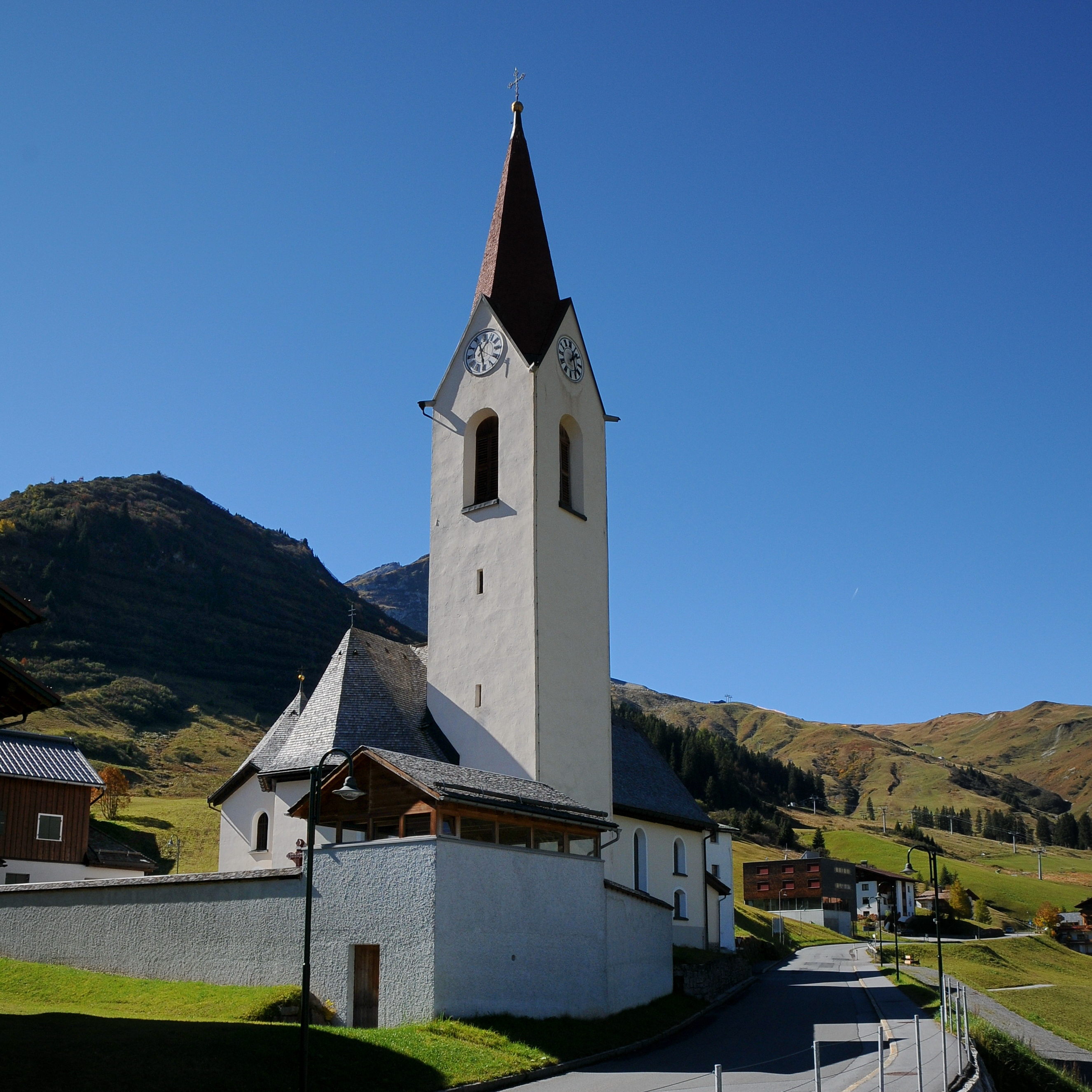
Pfarrkirche Warth

Der Rückgang der Einwohnerzahl von 2001 bis 2011 wird durch eine leicht negative Geburtenbilanz und eine stärker negative Wanderungsbilanz verursacht.

## Kultur und Sehenswürdigkeiten
- Katholische Pfarrkirche Warth am Arlberg hl. Sebastian
- Simmel-Kapelle in Hochkrumbach

## Wirtschaft und Infrastruktur
In Warth gab es laut einer Erhebung der Wirtschaftskammer Österreich im Jahresdurchschnitt 2014 insgesamt 198 (unselbständig) Beschäftigte in 23 Wirtschaftsbetrieben. Neben drei Betrieben des Wirtschaftssektors Handel, zwei Handwerksbetrieben, einem Betrieb des Sektors Banken und Versicherungen sowie zwei Verkehrsbetrieben entstammten die restlichen 15 Betriebe dem gewerblichen Tourismus, wobei auf diese 145 und damit der Großteil der Beschäftigten entfielen.
Zur Aufrechterhaltung der örtlichen Nahversorgung in der Gemeinde wird der ortsansässige Lebensmittelhändler, ein SPAR-Markt, sowohl von der Gemeinde als auch vom Land Vorarlberg finanziell unterstützt. Diese Förderung kleiner regionaler Nahversorger sieht das Regionalförderungskonzept des Lands Vorarlberg ausdrücklich vor.

### Tourismus

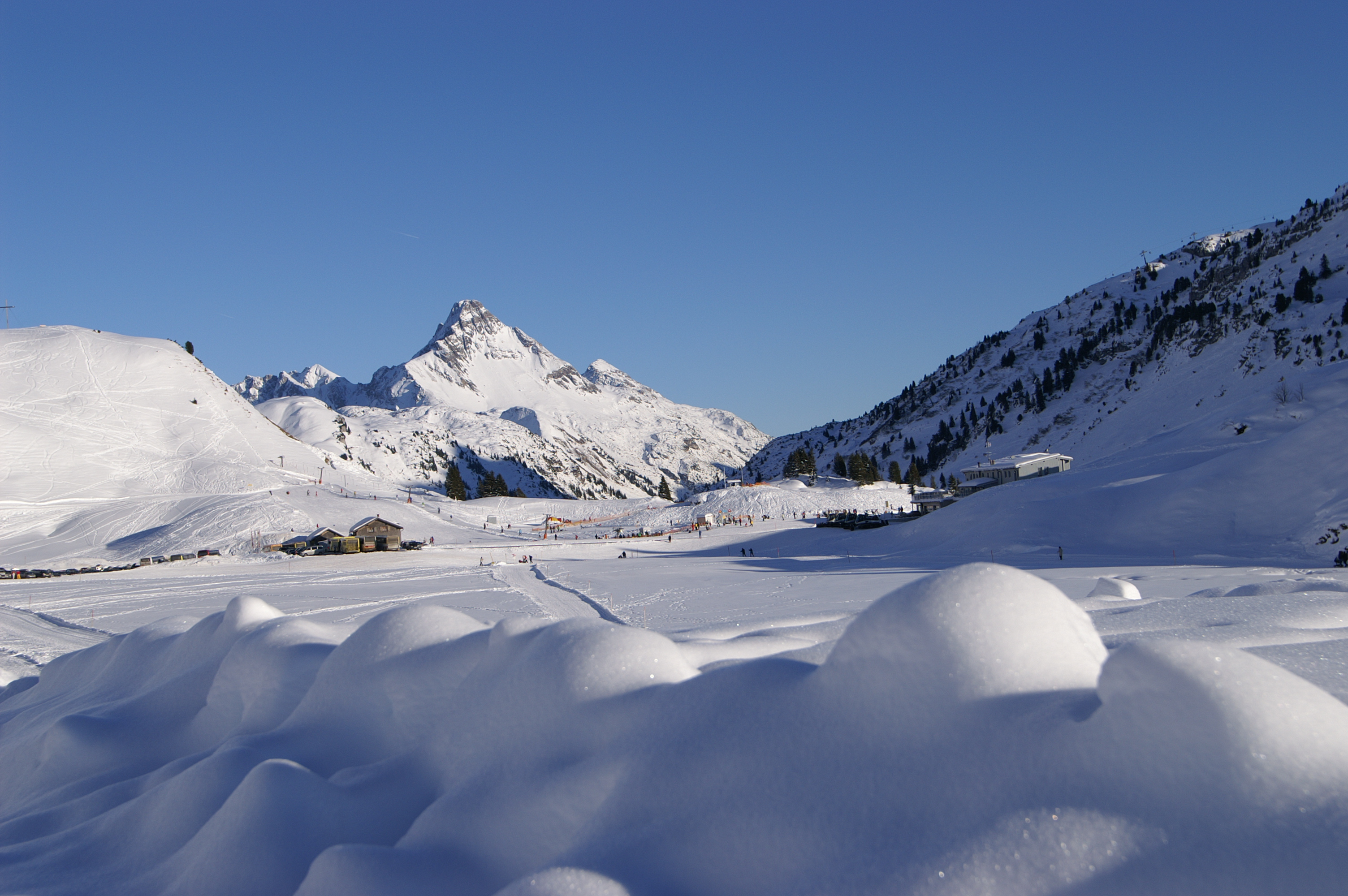
Skilift am Saloberkopf im Skigebiet Warth-Schröcken

Die Erwerbszweige Tourismus und Fremdenverkehr sind von besonderer Bedeutung für die Wirtschaft der Gemeinde Warth. Insbesondere der winterliche Skitourismus ist wirtschaftlich wichtig, da die Hänge um Warth und Schröcken als sehr schneesicheres Skigebiet gelten. In der Wintersaison 2014/15 gab es insgesamt 119.748 Übernachtungen bei 24.311 Gästen in Warth, wovon knapp 70 % auf ortsansässige Hotels, Gasthöfe und Pensionen, also haupterwerbsmäßige Fremdenverkehrseinrichtungen, entfielen. An den südwestlichen Berghängen von Warth befindet sich das Skigebiet Ski Arlberg. Seit der Wintersaison 2013/14 verbindet die Gondelbahn Auenfeldjet die bis dahin benachbarten aber voneinander getrennten Skigebiete Ski Arlberg West und Snowworld-Warth-Schröcken. Zur Wintersaison 2016/17 schließt sich die letzte Lücke im Gebiet durch den Bau der Flexenbahn zwischen Stuben und Zürs. Das daraus entstandene gemeinsame Skigebiet ist mit insgesamt 88 Liften und 304 Kilometer Pistenabfahrten derzeit das Größte in Österreich. Weiterhin können aber auch Karten nur für die jeweiligen Teilskigebiete Snowworld-Warth-Schröcken, Ski Arlberg Ost und West erworben werden, die Benützung des gesamten Skigebietes setzt den Kauf des Ski Arlberg-Skipass voraus.
Der Sommertourismus genießt insgesamt in Vorarlberg eine eher weniger herausragende Stellung, das Land wurde aber etwa seit Anfang der 1990er-Jahre verstärkt als Wander- und Erholungsurlaubsdestination vermarktet. Warth verzeichnete in der Sommersaison 2014 (Mai bis Oktober) insgesamt 32.174 Nächtigungen bei 11.267 registrierten Gästen. Hierbei profitiert Warth insbesondere von seiner idealen Ausgangslage für Wanderer und Bergsteiger, die Touren im Bereich des Lechquellengebirges und des hinteren Bregenzerwaldgebirges begehen.
| Name                | Baujahr | System     | Höhe ü.A. Talstation [Meter] | Höhe ü.A. Bergstation [Meter] | Strecken- länge [Meter] | Beförderungs- kapazität [Pers./Stunde] | Betrieb Winter | Betrieb Sommer |
| ------------------- | ------- | ---------- | ---------------------------- | ----------------------------- | ----------------------- | -------------------------------------- | -------------- | -------------- |
| Dorfbahn Warth      | 2017    | 8-MGD      | 1.499                        | 1.575                         | 422                     | 850                                    | W              | 0              |
| Hochalpbahn         | 2003    | 4-CLF      | 1.914                        | 2.042                         | 770                     | 2.380                                  | W              | 0              |
| Jägeralp-Express    | 2003    | 6-CLD/B    | 1.580                        | 2.040                         | 1.466                   | 2.357                                  | W              | 0              |
| Karhornbahn         | 1993    | 2-CLF      | 1.929                        | 2.055                         | 578                     | 1.435                                  | W              | 0              |
| Kitzeliftle         | 1977    | Stricklift | —                            | —                             | 100                     | 500                                    | W              | 0              |
| Steffisalp-Express  | 1990    | 4-CLD/B    | 1.518                        | 1.887                         | 1.402                   | 2.380                                  | W              | S              |
| Wannenkopfbahn      | 1996    | 4-CLF      | 1.517                        | 1.599                         | 369                     | 1.674                                  | W              | 0              |
| Wartherhorn-Express | 1997    | 6-CLD/B    | 1.762                        | 2.046                         | 1.028                   | 2.880                                  | W              | 0              |

Die Abkürzungen in der Spalte „System“ sind unter Luftseilbahn erläutert.
Letzte 2 Spalten:
W = Winterbetrieb / S = Sommerbetrieb; jeweils grün unterlegt
0 = kein Sommerbetrieb, rot hinterlegt

### Verkehr

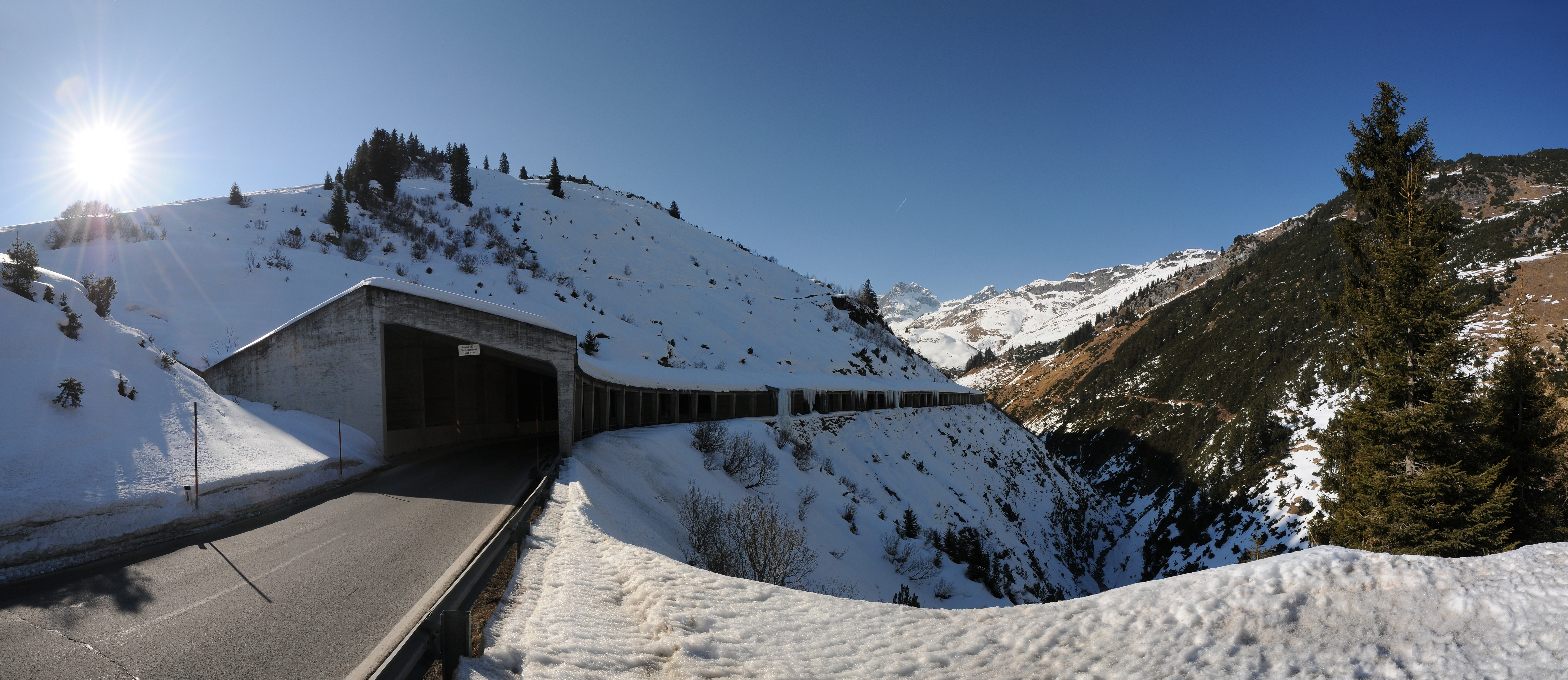
Der Holzbodentunnel verbindet Hochkrumbach mit Warth.

Im Bereich der zu Warth gehörenden Höhensiedlung Hochkrumbach verbindet die Bregenzerwaldstraße (L 200) im Zuge des Hochtannbergpasses das Tal der Bregenzer Ach mit dem oberen Lechtal. Der Hochtannbergpass ist eine wichtige Verbindungsstraße zwischen der im Bregenzerwald gelegenen Gemeinde Schröcken und der im Lechtal liegenden Gemeinde Warth. Vom Warther Ortsteil Hochkrumbach führt der Holzbodentunnel mit einer Länge von 168 m und einer dazugehörenden Galerie von 1153 m Länge die Bregenzerwaldstraße ins Ortszentrum von Warth. Zudem führt die in der Regel nur im Sommer passierbare Lechtalstraße (L 198) vom Nachbarort Lech über Warth ins Tiroler Lechtal. Die beiden Landesstraßen treffen im Ortszentrum von Warth aufeinander, womit eine durchgehende Verbindung vom Bregenzerwald ins Tiroler Lechtal oder über Lech und den Flexenpass ins Klostertal beziehungsweise ins Tiroler Stanzer Tal möglich ist.
Im Rahmen des öffentlichen Verkehrs wird Warth mit der Linie 850 des Landbusses Bregenzerwald über den hinteren und mittleren Bregenzerwald (mit Halten unter anderem in Bezau und Egg) mit der Stadt Dornbirn im Vorarlberger Rheintal verbunden. Während diese Verbindung im Sommer bis Lech weitergeführt wird, endet die Linie 850 in den Wintermonaten an der Haltestelle Warth Dorfplatz.

### Öffentliche Einrichtungen
Neben einem Gemeindeamt existiert in Warth ein Mehrzweckgebäude, welches sowohl von der Freiwilligen Feuerwehr als auch der Bergrettung und der Abfallwirtschaft der Gemeinde genutzt wird. Zudem verfügt Warth aufgrund seiner exponierten Lage über eine eigene kleine Abwasserreinigungsanlage. Direkt am Dorfplatz gelegen befindet sich die Polizeiinspektion Warth, die nicht ganzjährig besetzt ist und als Außenstelle der Polizeiinspektion Au geführt wird. Die nächstgelegene und für Warth zuständige Ortsstelle des Österreichischen Roten Kreuzes mit Notarzteinsatzfahrzeug befindet sich in Au. Das mittels Rettungshubschrauber am schnellsten erreichbare öffentliche Krankenhaus ist das Krankenhaus Dornbirn in der gleichnamigen Stadt im Rheintal. Im Gemeindegebiet von Warth befindet sich mit dem Sender Warth auch eine Sendeanlage der ORS, über die der öffentliche Rundfunk ausgestrahlt wird.

### Bildung
Die Gemeinde Warth verfügte bis zum Schuljahr 2010/11 sowohl über eine Volksschule (einschließlich Oberstufe) als auch einen Kindergarten. Nachdem die Schülerzahlen massiv zurückgegangen waren, wurde die Volksschule in Warth im Jahr 2011 geschlossen. Seit dem Schuljahr 2011/12 besuchen die Warther Volksschüler daher die Volksschule in Schröcken, während die Hauptschüler in Au unterrichtet werden. Das nächstgelegene Gymnasium befindet sich in Egg, weitere höhere Schulen, wie etwa eine Handelsakademie oder eine Tourismusschule befinden sich im Hauptort des Bregenzerwalds, in Bezau.

## Politik

### Gemeindevertretung
In Vorarlberg wählen die Bürger alle fünf Jahre die Mitglieder der Gemeindevertretung durch Ankreuzen eines Listen-Wahlvorschlages bzw. durch Mehrheitswahl wenn kein Listenvorschlag vorliegt. Weiters den Bürgermeister durch Ankreuzen eines Wahlvorschlages.
Die Gemeindevertretung wählt in der konstituierenden Sitzung aus ihrer Mitte – sofern keine Wahl durch die Bürger zustande kam – einen Bürgermeister und dann einen mindestens dreiköpfigen Gemeindevorstand, die „Gemeinderäte“. Der Bürgermeister führt den Vorsitz bei den generell öffentlichen Sitzungen der Gemeindevertretung, in denen kommunale Belange besprochen und Beschlüsse gefasst werden. Beobachter haben kein Mitspracherecht und kein Stimmrecht. Die Gemeindevertretung kann nach Bedarf Ausschüsse bestellen. Sitzungen des Gemeindevorstandes und der Ausschüsse sind nicht öffentlich.

#### Sitzverteilung nach den Wahlen
- Gemeindevertretungswahlen 1985: Warther Liste 9.[20]
- Gemeindevertretungswahlen 1990: Warther Liste 5, Gemeinsames Warth 4.[21]
- Gemeindevertretungswahlen 1995: Warther Bürgerliste 6, Die Jonga mit da Olta 3.[22]
- Gemeindevertretungswahlen 2000: Warther Bürgerliste 5, Die Jonga mit da Olta 4.[23]
- Gemeindevertretungswahlen 2005: Warther Bürgerliste 9.[24]
- Gemeindevertretungswahlen 2010: Warther Bürgerliste 10.[25]
- Mangels wählbarer Listen erfolgten die außertourlichen Gemeindevertretungswahlen am 17. Juni 2012, Anmerkung 1 und die turnusmassigen Wahlen 2015, 2020 und 2025 per Mehrheitswahl.[26][27][28] Anmerkung 3

### Bürgermeister
- 1945–1960 Christian Huber[29]
- 1960–1992 Meinrad Hopfner[29]
- 1992–2012 Gebhard Fritz[29] Anmerkung 1
- seit Juni 2012 Stefan Strolz Anmerkung 2

Ablauf nach den Drohungsbedingten Rücktritten
Anmerkung 1 Nachdem am 8. Februar 2012 Bürgermeister Gebhard Fritz und die gesamte Gemeindevertretung infolge von Drohungen geschlossen ihren Rücktritt erklärt hatten, musste am 17. Juni 2012 die Gemeindevertretung neu gewählt werden.
Anmerkung 2 Für die Gemeindevertretungswahl am 17. Juni 2012 konnten keine Listen nominiert werden. Daher kam das „Verfahren zur Wahl in die Gemeindevertretung in Ermangelung von Wahlvorschlägen“ zur Anwendung. Die gewählten 9 Mitglieder der Gemeindevertretung wählten in der Folge zu Beginn der konstituierenden Sitzung Stefan Strolz, der bei der Gemeindevertretungswahl mit 63 Stimmen die höchste Anzahl von Stimmen auf sich vereinigen konnte, zum Bürgermeister. Vizebürgermeister wurde Markus Strolz.
Anmerkung 3 Bei den ordentlichen Gemeindevertretungs- und Bürgermeisterwahlen in Vorarlberg 2015 , 2020 und 2025 wurde erneut das Mehrheitswahl-Verfahren angewendet und Stefan Strolz jeweils nachfolgend von der Gemeindevertretung im Amt bestätigt.

### Gemeindefinanzen
Warth war laut dem Gemeindefinanzbericht 2010 die Gemeinde mit der dritthöchsten Pro-Kopf-Verschuldung Österreichs. Auf jeden Warther kamen umgerechnet 16.285 Euro Gemeindeschulden. Gleichzeitig war Warth jedoch österreichweit gesehen die Gemeinde mit den höchsten Rücklagen pro Kopf (7.450 Euro) und mit der zweithöchsten Finanzkraft pro Einwohner (5.923 Euro). Diese relativ gesehen sehr hohen Zahlen sind auf die niedrige Einwohnerzahl in der Gemeinde Warth zurückzuführen.

### Wappen
Das Wappen der Gemeinde Warth zeugt von einer Verbundenheit sowohl mit der Walservergangenheit der Ansiedlung, als auch mit der Region Bregenzerwald. So zeigt das Wappen in einem gespaltenen Schild im rechten roten Feld zwei silberne Walsersterne und im linken silbernen Feld auf einem grünen Dreiberg eine grüne Wäldertanne mit aufsteigenden Ästen. Verliehen wurde das Gemeindewappen am 21. Juli 1970 durch die Vorarlberger Landesregierung.

## Persönlichkeiten

### Söhne und Töchter der Gemeinde
- Werner Grabher (* 1948), Autor und Leiter des Vorarlberger Kulturamts
- Luise Jaretz (* 1931), Skirennläuferin
- Hubert Strolz (* 1962), Skirennläufer, Olympiasieger 1988 in der Kombination

### Mit dem Ort verbundene Personen
- Wiltrud Drexel (* 1950), Olympiadritte im Riesenslalom 1972 und Abfahrtsweltcupsiegerin 1969
- Johannes Strolz (* 1992), Skirennläufer, Olympiasieger 2022 in der Kombination und im Mannschaftswettbewerb